# Osečná
Osečná (německy Oschitz) je město v okrese Liberec v Libereckém kraji. Leží v oblasti Podještědí, asi deset kilometrů jihozápadně od Liberce, na úpatí Ještědsko-kozákovského hřbetu a Ralské pahorkatiny. Včetně všech částí ve městě žije přibližně 1 200 obyvatel. Ve městě je mateřská a základní škola.

## Název
Jméno města je zřejmě odvozeno od slova osekati, což bylo to první, co se muselo před stavbou udělat – osekat les.

## Historie

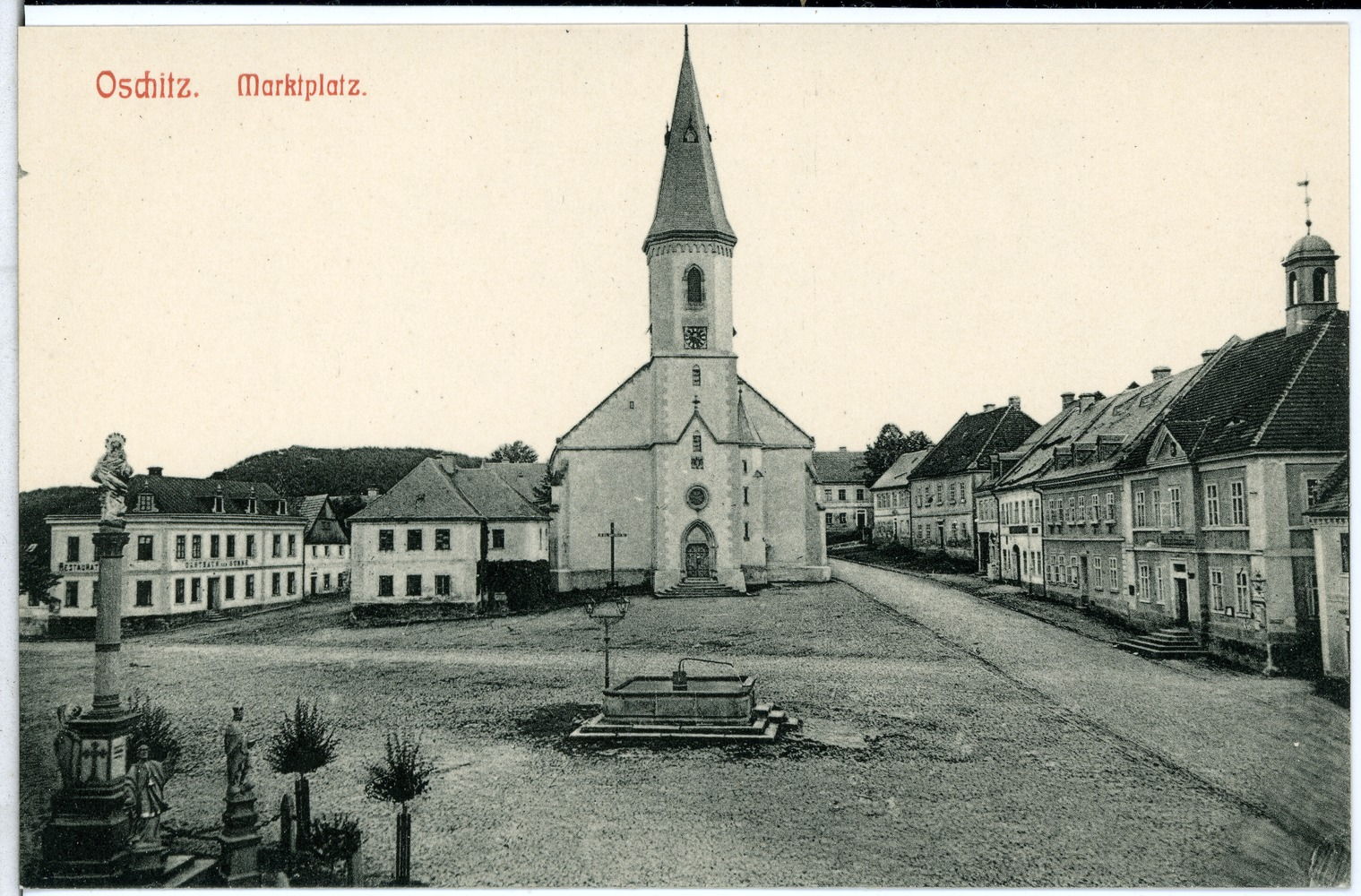
Osečná, náměstí s kostelem svatého Víta na pohlednici z roku 1908

Osada Osečná je poprvé zmiňována roku 1350 v souvislosti s nedalekým hradem Děvínem, i když byla pravděpodobně založena již o sto let dříve českým šlechtickým rodem Vartenberků, a to uprostřed obchodní stezky, která vedla z nedalekého Českého Dubu na Děvín.
Na konci 14. století je doložen místní dřevěný kostelík sv. Víta. Roku 1444 byla osada zcela zničena během husitského nájezdu. Tehdy bylo vystěhováno české obyvatelstvo a začali se sem stěhovat Němci. Roku 1516 kupuje hrad a město saský rod Biberštejnů a dne 8. dubna 1565 Karel z Biberštejna pokládá základní kámen pro stavbu nového kostela, tentokrát kamenného. Stavba byla dokončena o tři roky později roku 1568. V roce 1548 byla založena kronika města.
Na přímluvu svobodného pána z Oprštorfu, kterému Karel Bieberštejn Osečnou v roce 1569 prodal, povýšil císař Rudolf II. roku 1576 Osečnou na město s právem používat městský znak a pečeť se znakem gryfa se zlatou korunkou a s nápisem „Sigilium oppidi ossensis 1576“. Německé obyvatelstvo zde žilo již před rokem 1620, v knize daní z roku 1654 čítá Osečná 23 měšťanů, 15 chalup a 21 malorolníků. Roku 1680 napadli Osečnou náchodští a čáslavští sedláci, jejich povstání proti robotě však bylo potlačeno vojskem hraběte Haranta. V roce 1713 žilo ve městě 43 měšťanů, 2 malorolníci a 48 domkařů.
Nově povýšené město obdrželo právo várečné - tzn. právo vařit pivo. Pivovar věnoval městu v roce 1598 Zikmund Smiřický, který město koupil roku 1591, a tehdy se dostalo pod vládu českého šlechtického rodu Smiřických. V této době až roku 1769 v Osečné existovalo také právo hrdelní. Popravy mohly být dvojího druhu – buď oběšení anebo setnutí hlavy. Popraviště stálo na tzv. Šibeničním vršku, kde se dnes nachází památník německého spisovatele a básníka Friedricha Schillera. (Pamětní kámen byl znovu objeven v roce 2004 místním občanem, učitelem Radomírem Starým a jeho ženou a ti pak založili tradici každoročního setkávání u kamene.) V této době už existoval i dřevěný vodovod, který vedl z Jeníšovského rybníka do kašny, která na náměstí stávala ještě v roce 1954.
Roku 1618 Albrecht Jan Smiřický protestoval proti českému králi a císaři Ferdinandu II., což mělo negativní výsledky – po bitvě na Bílé hoře získal jeho majetek Albrecht z Valdštejna, který byl tehdy vlastníkem Frýdlantského vévodství. Obyvatelé byli přinuceni přijmout katolickou víru a museli platit českodubskému faráři, což odmítli. Roku 1653 byla oznámena rekatolizace, tedy že byla znovu přijata římskokatolická víra.
Když byl v roce 1634 Albrecht z Valdštejna zavražděn, jeho majetek připadl císaři Ferdinandovi, který ho o dva roky později daroval chorvatskému generálovi Janu Ludvíku Isolanovi, jako poctu za jeho válečné zásluhy. Když ten v roce 1640 zemřel, zdědila majetek jeho dcera Regina, která 14. května roku 1643 nastoupila do kláštera svatého Jakuba ve Vídni, a když se o deset let později stala představenou, darovala své panství klášteru, v jehož majetku bylo město do roku 1783, kdy byl klášter zrušen Josefem II.
5. listopadu 1642 přitáhlo do města švédské vojsko, které jeho velkou část zničilo. Za oběť padla radnice, vykradli kostel a zapálili pivovar. Ten už nebyl nikdy obnoven a tím v Osečné definitivně končí výroba piva. Nová radnice uprostřed náměstí byla slavnostně otevřena v roce 1704. K její stavbě byly mj. použity kameny ze shořelého pivovaru.
Osečnou během její existence postihlo několik požárů, ten největší nastal 11. června 1825, kdy shořela velká část města. Ohni podlehlo 25 domů, fara, radnice a věž kostela, v níž se roztavily všechny zvony, kterých tehdy bylo pět (v současné době se na věži nachází zvony dva). S tímto požárem je spojena také jedna zajímavost: říká se, že kdyby tehdy Osečná nevyhořela, byla by dnes větší než Liberec.
Českodubské panství a s ním i Osečnou koupil 6. 8. 1838 sychrovský kníže Kamil Rohan, který roku 1870 nad vstupem do kostela nechal umístit rodinný erb, který se na stejném místě nachází dodnes. Na erbu stojí jejich heslo Potius mori quam foedar („Raději zemřít než zradit“).
Roku 1890 byly v Osečné farnost svatého Víta, četnická stanice, pětitřídní škola, záložna, tři mlýny, výrobna bačkor a pantoflí a tkalcovna, konaly se v ní pravidelné výroční trhy. Ve městě žilo na začátku 20. století 11 Čechů a 828 Němců. Po skončení druhé světové války byly němečtí obyvatelé vysídleni.
V současné době[kdy?] se ve městě staví rozhledna, která bude stát na Jiránkově kopci nad Jeniškovským rybníkem, na tomto místě už kdysi stávala. 28 metrů vysoká rozhledna bude mít zvláštní tvar „DNA“.

## Přírodní poměry
Městečko leží na silnici ze Stráže pod Ralskem do Českého Dubu, má autobusové spojení s Českým Dubem, Stráží pod Ralskem, Hodkovicemi nad Mohelkou a Libercem. Nejbližší železniční stanice je od obce vzdálena asi sedm kilometrů směrem na sever, v Křižanech.
Městem a částí Chrastnou protéká řeka Ploučnice, která pramení severně od obce u Jenišovského rybníka. Druzcovem protéká Druzcovský potok a Zábrdím a Vlachovým říčka Zábrdka. Dalšími vodními plochami v okolí jsou rybníky Jenišovský, Mlékárenský, Kočvarův, Lázeňský a Chrastenský.

## Obyvatelstvo
| Rok            | 1869  | 1880  | 1890  | 1900  | 1910  | 1921  | 1930  | 1950  | 1961  | 1970  | 1980  | 1991 | 2001 | 2011  | 2021  |
| -------------- | ----- | ----- | ----- | ----- | ----- | ----- | ----- | ----- | ----- | ----- | ----- | ---- | ---- | ----- | ----- |
| Počet obyvatel | 3 165 | 3 171 | 2 848 | 2 568 | 2 398 | 2 166 | 2 175 | 1 230 | 1 183 | 1 049 | 1 091 | 902  | 979  | 1 023 | 1 146 |
| Počet domů     | 510   | 515   | 523   | 538   | 521   | 514   | 522   | 469   | 324   | 288   | 279   | 316  | 310  | 357   | 397   |

## Městská správa
Dne 10. října 2006 byl obci vrácen status města.

### Části města
- Druzcov
- Chrastná
- Kotel

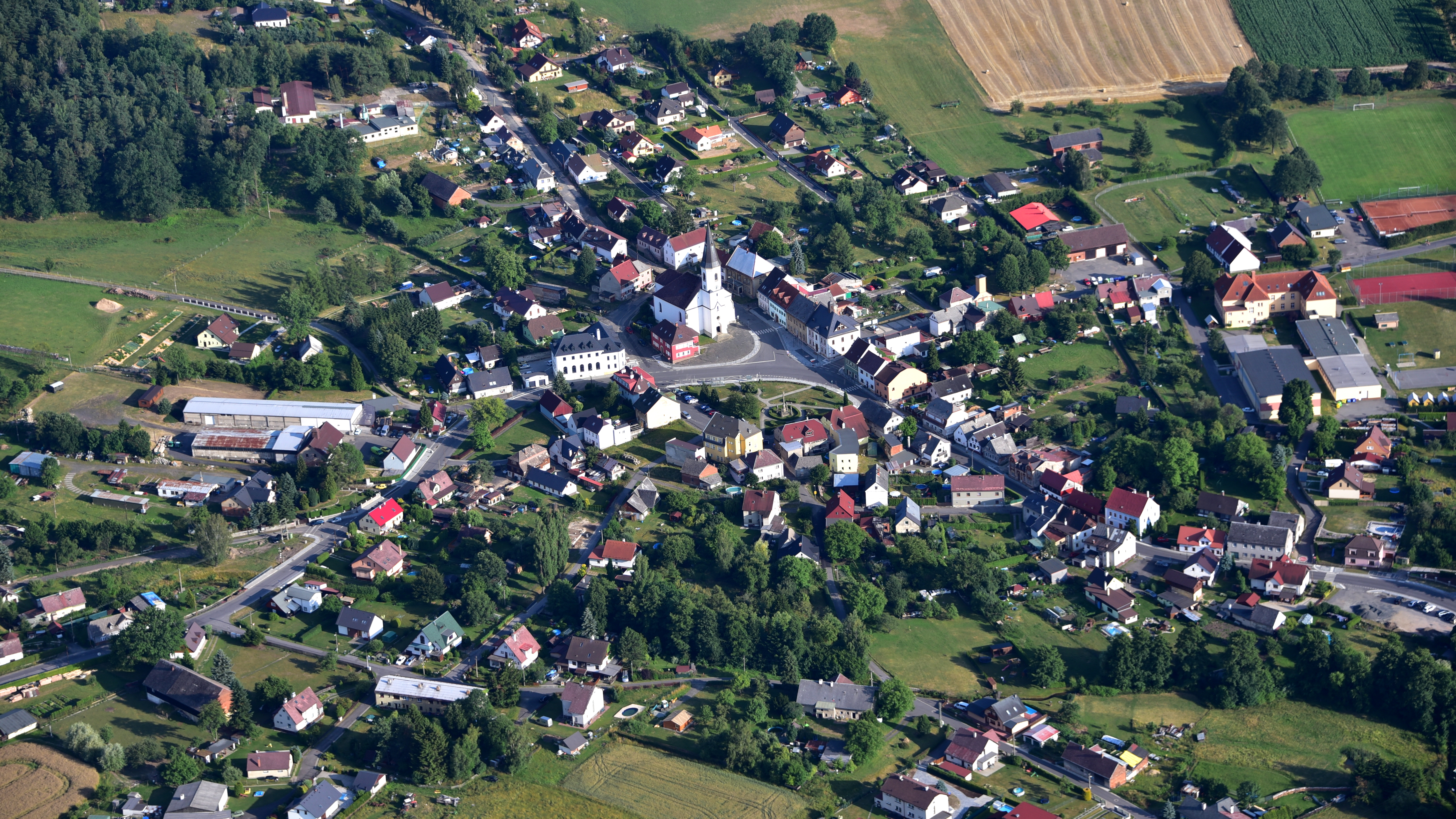
Letecký pohled na Osečnou

- Lázně Kundratice s osadou Podvrší
- Osečná
- Vlachové
- Zábrdí

### Městské symboly
Znak a vlajka byly městu uděleny rozhodnutím předsedy Poslanecké sněmovny Parlamentu České republiky dne 14. března 2002.

## Pamětihodnosti
- Pozdně gotický až renesanční kostel svatého Víta byl roku 1565 založen Karlem z Biberštejna. Kostel má tři lodi, v jeho interiéru se nachází renesanční kamenná kazatelna na iónském pilíři a hrobka Biberštejnů a Šlejniců. Mobiliář je pseudogotický z roku 1904.
- Mariánský sloup byl postaven v letech 1720–1730. Socha Panny Marie v životní velikosti je obklopena čtveřicí světců: svatým Vítem, svatým Janem Nepomuckým, svatým Janem Křtitelem a svatým Františkem Xaverským.
- Sousoší Tří svatých (svatí Jan a Pavel a svatá Luitgarda) v lesíku nad Osečnou, dílo barokního sochaře Matyáše Brauna z roku 1714.
- Památník Friedricha Schillera, německého básníka a spisovatele, v lese nad Osečnou, nacházející se na místě, kde dříve stávala šibenice, tzv. Šibeniční vršek.
- Pramen Ploučnice – hlavní prameniště řeky Ploučnice nacházející se u Jenišovského rybníka, bývá označováno jako jedno z nejvydatnějších pramenišť ve střední Evropě. Druhé prameniště se nachází na svazích Ještědu.

## Osobnosti
- Anton Müller (1792–1843), česko-rakouský filosof a spisovatel, profesor pražské univerzity
- Pavel Havlík (1953–2017), kytarista, od roku 2015 žil až do konce svého života v Osečné

V Osečné se odehrává román Frantina od Karolíny Světlé, která si okolní kraj oblíbila a v nedaleké Světlé měla chalupu, kam v létě společně se svým mužem Petrem Mužákem jezdívala. Podještědí se stalo inspirací pro její dílo.